# Ribelle (telenovela)
Ribelle (Rebelde) conosciuta anche col il nome di Marina, è una telenovela argentina del 1989.

## Descrizione
Gli attori protagonisti sono Grecia Colmenares e Ricardo Darín.
Il serial è stato trasmesso in lingua italiana sia con il titolo Ribelle sia con il titolo Marina. Le emittenti che lo hanno trasmesso in Italia sono Rete 4, Lady Channel, Vero Capri e varie televisioni locali.

## Trama
La telenovela, che racconta la storia di Romeo e Giulietta in chiave moderna, è ambientata in Argentina e narra della storia d'amore contrastata fra la brillante stilista di moda Marina Roldan (Colmenares), con l'avvocato Alex Alonso (Darin), nonostante le famiglie dei due, uguali in potere e ricchezza, instaurino pessimi rapporti proprio all'inizio della storia. Tutto ha inizio quando il giovane Avvocato Alonso sta per terminare un periodo di carcere ingiustamente conferitogli a causa di un incidente sul lavoro; sia la famiglia Roldan che quella degli Alonso sono impegnate nella costruzione edilizia e Germano Roldan (padre di Marina) asseconda un losco traffico di materiali scadenti insieme a Giorgio Alonso (soggiogato dal cugino Andrea Moran sempre geloso di Alex) del quale viene incolpato Alex. La sera in cui il giovane lascia il carcere, i genitori di Marina organizzano una festa di compleanno in onore della loro figlia, nonostante il mal contento di quest'ultima, e in quella circostanza il rapporto di fidanzamento tra i due si incrina perché Alex con l'intento di fare una sorpresa alla ragazza, la scopre mentre costei non riesce a divincolarsi tra le braccia di Andrea che tenta di baciarla.
Dal quel momento inizia un rapporto di amore-odio tra i due fidanzati uguali in testardaggine ed orgoglio. Si ritroveranno durante un viaggio a Los Angeles dopo il quale lei si scoprirà in stato interessante, ma altri intrighi famigliari dividono ancora la coppia; viene scoperto il coinvolgimento di Germano Roldan nella truffa all'impresa di costruzioni della famiglia Alonso, la madre di Alex (Valentina) sempre gelosa di un antico affetto che c'era tra suo marito e la signora Roldan (Eugenia), minerà molte volte il rapporto tra suo figlio Alex e la figlia della sua rivale arrivando a convincere con ogni mezzo il ragazzo a unirsi con la nipote adottiva Ivana. Quest'ultima è una ragazza ambigua che da migliore amica di Marina ne diviene la rivale, divenendo l'amante del giovane e separando quindi la coppia per molto tempo. Insieme ad Andrea, proprio Ivana architetterà molti piani per screditare e sfiduciare Marina agli occhi di Alex a tal punto che costui disconosce la sua paternità per la gravidanza di Marina. Solo dopo un ricatto alla quale Marina deve cedere per salvare dai debiti la sua casa, la sua boutique e l'impresa di famiglia, Alex riesce a sposarla e a portarla a vivere con lui ma se l'amore sincero tra i due potrebbe mandare avanti il matrimonio, la convivenza con Ivana e con la dura e inflessibile Valentina porta Marina ad affrontare continue tensioni così che, dopo alcune violente liti, la ragazza decide di lasciare la casa di suo marito.
A peggiorare la situazione tra le due famiglie ci sono altri episodi: l'amore contrastato e ostacolato tra Ani (sorella minore di Marina) e l fratello minore di Alex, Giorgio (ragazzo debole con problemi di alcool e di gioco d'azzardo con un forte complesso di inferiorità verso il fratello appunto da tradirlo con la storia della truffa), il difficile e scottante caso della violenza sessuale che la sorella maggiore di Marina, Beatrice, subì da ragazzina a causa di Vincenzo Moran, zio di Alex e padre di Andrea; quest'ultima e intricata storia infatti vedrà coinvolte le due principali famiglie, in aggiunta dei Moran, in quanto Alex deciderà di assistere in tribunale Beatrice quando costei deciderà di denunciare Vincenzo. Il giovane volterà così le spalle a tutti i suoi famigliari quando essi riterranno Beatrice una psicopatica. Questa e tante altre tensioni ostacoleranno fino all'ultimo il ritorno dell'amore tra due giovani ma alla fine un lieto evento porterà ogni cosa a suo posto.
Oltre a parlare d'amore, la storia tratta anche temi d'attualità come il contrabbando, l'omicidio, la truffa, la violenza minorile e la violenza sessuale.